# I dolci vizi... della casta Susanna
I dolci vizi... della casta Susanna (Susanne, die Wirtin von der Lahn) è un film del 1967, diretto da Franz Antel.

## Trama
La regione tedesca della Vestfalia è sotto la dominazione francese. Susanna, titolare di una locanda, aiuta il giovane Anselmo e i suoi amici a sventare il colpo di Stato ordito dal governatore Dulac.

## Seguiti
- Susanna... ed i suoi dolci vizi alla corte del re (Frau Wirtin hat auch einen Grafen), regia di Franz Antel (1968)
- Il trionfo della casta Susanna (Frau Wirtin hat auch eine Nichte), regia di Franz Antel  (1969)
- Le piacevoli notti di Justine (Frau Wirtin bläst auch gern Trompete), regia di Franz Antel  (1970)
- ...Quante belle figlie di... (Frau Wirtin treibt es jetzt noch toller), regia di Franz Antel  (1970)
- Leva lo diavolo tuo dal... convento (Frau Wirtins tolle Töchterlein), regia di Franz Antel  (1973)